# 卡尔·舒尔茨 (运动员)
卡尔·舒尔茨（德語：Karl Schultz，1937年11月6日—），德国男子马术运动员。他曾代表西德参加1972年和1976年夏季奥林匹克运动会马术比赛，获得一枚银牌和二枚铜牌。